# Rottboellia
Genre
Rottboellia est un genre de plantes monocotylédones de la famille des Poaceae, sous-famille des Panicoideae, originaire des régions tropicales de l'Ancien Monde, qui comprend six espèces acceptées. Le genre a été défini par Carl von Linné le Jeune et nommé en l'honneur du  botaniste danois Christen Friis Rottbøll (1727-1797).
On trouve les espèces de ce genre dans les régions holarctique, paléotropicale (Asie sud-orientale), néotropicale, et dans le nord et l'est de l'Australie (régions tropicales australiennes).

## Taxinomie

### Synonymes
Selon  GRIN :
- Robynsiochloa Jacq.-Fél.
- Stegosia Lour.

### Liste d'espèces
Selon The Plant List (11 novembre 2017) :
- Rottboellia cochinchinensis (Lour.) Clayton
- Rottboellia coelorachis G.Forst.
- Rottboellia goalparensis Bor
- Rottboellia laevispica Keng
- Rottboellia paradoxa de Koning & Sosef
- Rottboellia purpurascens Robyns